# Maximilian Pilzer
Pour les articles homonymes, voir Pilzer.

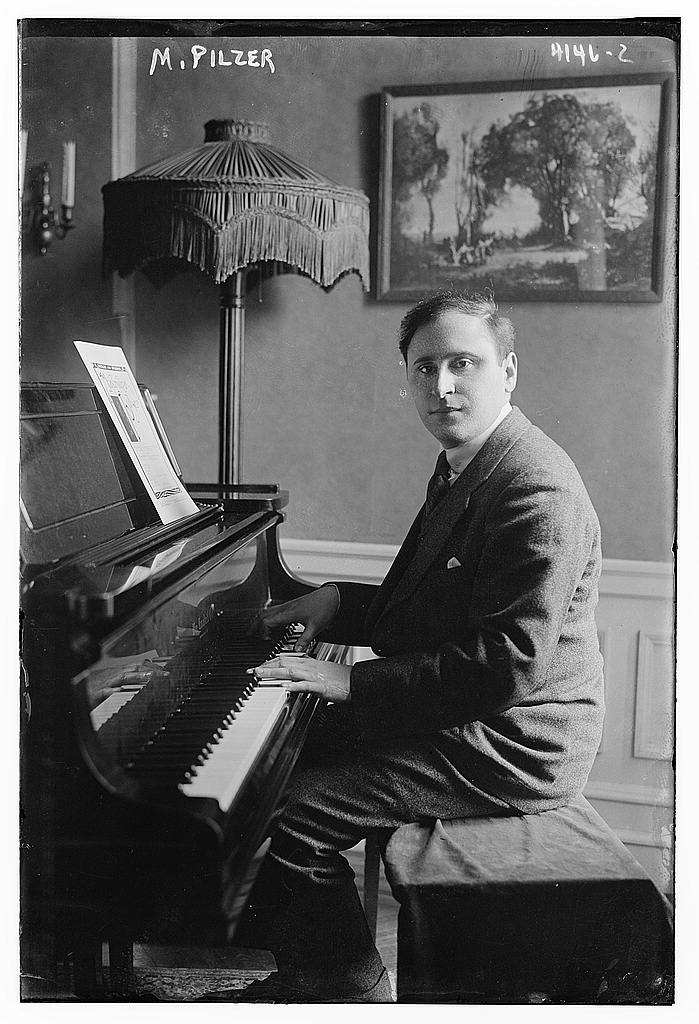
Maximilien Pilzer en 1917.

Maximilian Pilzer, né le 26 février 1890 à New York et mort le 30 mai 1958 dans la même ville, est un chef d'orchestre et un violoniste américain.

## Biographie
Maximilian Pilzer naît le 26 février 1890 à New York,. Il est le fils de Jacob Pilzer et d'Hulda Cohen.
Il reçoit son éducation musicale de Henry Schradieck, Gustav Hollaender (en), Joseph Joachim, et donne son premier récital de violon à New-York à l'âge de 7 ans. Il étudie le violon à Berlin et s'y est produit en 1904. Il effectue une tournée réussie en Russie, en Autriche et en Allemagne. Il retourne aux États-Unis en 1905 et fait ses débuts au Mendelssohn Hall à New-York.
Maximilian Pilzer est premier violon de l'orchestre philharmonique de New York de 1915 à 1917, mais démissionne afin de se consacrer à la concertisation et à l'enseignement.
Essentiellement violoniste soliste, il a néanmoins le désir inné du professeur de transmettre, de partager, lorsque le talent le justifie, son propre savoir.
Les compositions comprennent plusieurs solos gracieux et des transcriptions pour le violon.
Le 30 mai 1958, Maximilian Pilzer dirige le concert commémoratif annuel de Naumburg, à Central Park à New York, devant des milliers de spectateurs et une audience de radio en direct. Selon le New York Times, « M. Pilzer dirigeait l'ouverture gaie Die Fledermaus de Johann Strauss à lorsqu'il est tombé en arrière. Sa tête a heurté le bord de la scène, là où il y a une bande de béton. ». Les tentatives pour le ranimer sont infructueuses, et Maximilian Pilzer est déclaré mort à son arrivée dans un hôpital à proximité.